# Volvo 480
Volvo 480 — автомобиль гольф-класса в кузове универсал-купе (шутинг-брейк), созданный компанией Volvo. Также является первым переднеприводным автомобилем этой марки и единственным автомобилем Volvo, имеющим слепые фары. Производился на заводе NedCar в Нидерландах с 1986 по 1995 год. В техническом плане близок к автомобилям Volvo 440/460.
На разработку Volvo 480 у компании ушло 6 лет. В 1986 году Volvo 480 был показан на Женевском автосалоне. Автомобиль изначально был нацелен на североамериканский рынок, а также на молодых покупателей от 25 до 40 лет.
Помимо версии в кузове «shooting brake», есть ещё версия Volvo 480 в кузове кабриолет. Изначально планировалось начать производство в 1991 году, но этого так и не произошло. Единственный экземпляр этого автомобиля находится в музее Volvo.

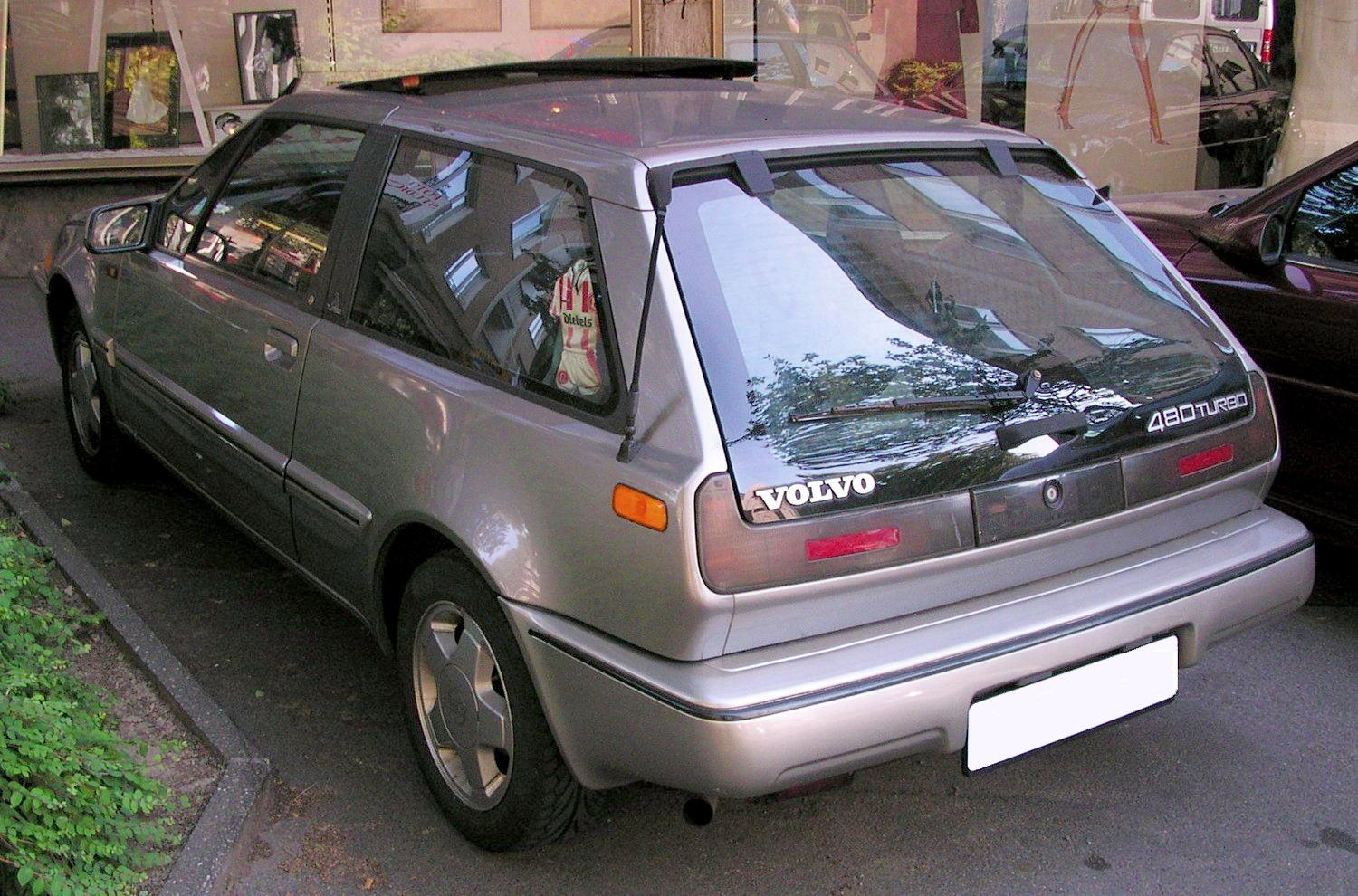
Сзади

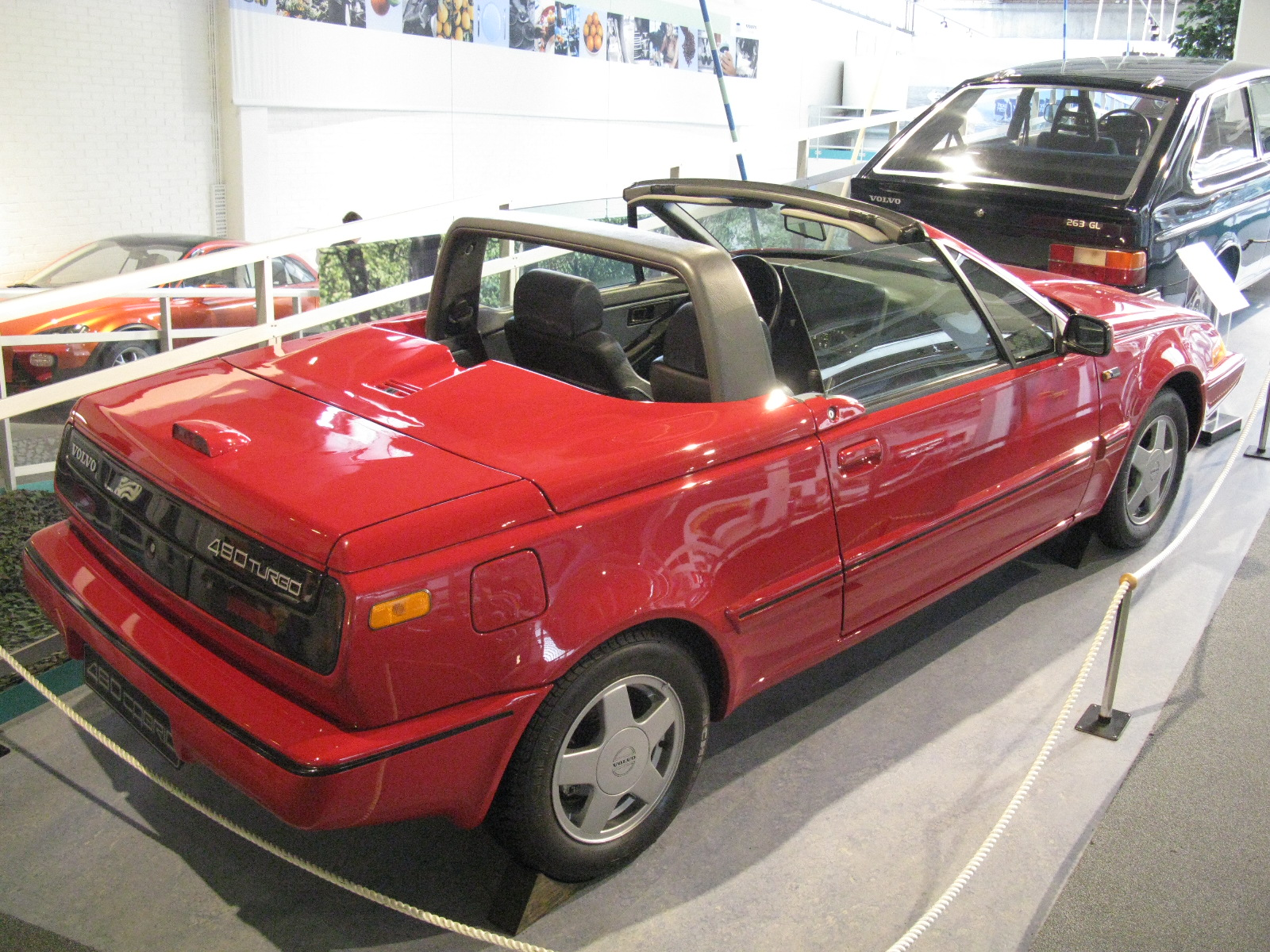
Volvo 480 кабриолет